# ДТПА
Пентетовая кислота или ДТПА (сокр. от Диэтилентриаминпентаацетат) — диэтилентриаминпентауксусная (или пентетовая) кислота, является одним из комплексонов (комплексообразователей) — активных микроэлементов в форме комплексных солей с органическими кислотами. Также является стабилизатором.
Входит в состав некоторых мыл (например, Palmolive). Для каких целей - не определено.
В медицине:
Диэтилентриаминпентоуксусная кислота (ДТПА) и меркаптоацетилтриглицин (МАГ-3) применяются для сканирования протекающей через почки жидкости, что используется для дифференцировки этих состояний. При мультикистозной почке имеется фотопения, а при обструкции лоханочно-мочеточного сегмента всегда, даже в тяжелых случаях, сканирование позволяет определить функционирующую почку. Внимание: во многих источниках путают ДТПА и МАГ-3, но это совершенно разные соединения.